# Fianoniella laeviscutum
Fianoniella laeviscutum är en stekelart som först beskrevs av Horstmann 1990.  Fianoniella laeviscutum ingår i släktet Fianoniella och familjen brokparasitsteklar. Arten är reproducerande i Sverige. Inga underarter finns listade i Catalogue of Life.